# バスケットボールマリ代表
バスケットボールマリ代表（Mali national basketball team）は、マリバスケットボール連盟により国際大会に派遣されるバスケットボールのナショナルチームである。
オリンピック及びワールドカップは未出場。アフリカ選手権の成績は1972年の3位が最高。

## 主な国際大会成績
- オリンピック
  - 出場なし
- ワールドカップの成績
  - 出場なし
- アフリカ選手権の成績
  - 3位：1974